# László Komár
László István Komár (ur. 28 listopada 1944 w Adásztevel, zm. 17 października 2012 w Budapeszcie) – węgierski piosenkarz.

## Życiorys
László Komár urodził się 28 listopada 1944 roku w miejscowości Adásztevel jako syn Mártona Komára i Irén Kovács.
W 1958 roku zaczął amatorsko grać rock and rolla. W latach 1962–1965 grał w zespole Scampolo, a w latach 1965–1967 – w grupie Dogs. W 1966 roku wystąpił na festiwalu Táncdalfesztivál. W 1967 roku powrócił do Scampolo. Od 1969 do 1970 był członkiem zespołów Atlas i Bergendy, natomiast w latach 1971–1972 – wokalistą Non-Stop. W 1970 został wydany jego pierwszy singel, Jóbarátom. W 1973 roku był członkiem Szemek, Szájak, Szívek, a rok później – grupy Sprint. W 1981 roku Pepita wydała jego pierwszą solową płytę.
W 2011 roku Hungaroton przyznał mu nagrodę za całokształt twórczości.

## Dyskografia
źródło: allmusic.hu
- Komár László (1981)
- A játékos (1982)
- Halványkék szemek (1983)
- Emlék - Elvis Presley (1984)
- Te vagy a játékom (1986)
- Ez a divat (1957–62) (1987)
- Emlék - Elvis Presley II. (1988)
- Meg van írva a csillagokban (1989)
- Szuvenír (1990)
- Együtt a csapat (1992)
- Viva Las Vegas (1993)
- Emlék - Elvis Presley I-II. (1994)
- Áll a bál a körhintán (1995)
- Férfiszív (1997)
- Ma a Föld ünnepel (1998)
- Mambo Lackó (1999)
- Kell a nő (2002)
- Új arc (2005)
- Nagylemez (2011)

## Filmografia
źródło: imdb.com
- Ofiara (1980)
- Ripacsok (1981)
- Wspaniałe pokolenie (1985)
- Moziklip (1987)
- Na végre, itt a nyár! (2002)
- Sztárok a pácban (2011)[6]